# Thalassodes albomaculata
Thalassodes albomaculata är en fjärilsart som beskrevs av George Francis Hampson 1893. Thalassodes albomaculata ingår i släktet Thalassodes och familjen mätare. Inga underarter finns listade i Catalogue of Life.